# Maud Chaworth
Maud Chaworth (2 febbraio 1282 – 1322) è stata una nobile e ricca ereditiera inglese.

## Biografia
Era l'unica figlia di Patrick de Chaworth, signore di Kidwell, e di Isabella di Beauchamp.
Aveva solo un anno quando suo padre morì lasciandola sua unica erede. Poiché era ancora minorenne, venne messa sotto la tutela della regina Eleonora di Castiglia, moglie di Edoardo I d'Inghilterra. Dopo la morte di Eleonora nel 1290, Edoardo I combinò il 30 dicembre 1290 le sue nozze con il figlio di suo fratello minore Edmondo Plantageneto, Enrico, imparentato per parte di madre con la famiglia reale francese.
La coppia si sposò prima del 2 marzo 1297. Con tale matrimonio ad Enrico giunsero le ricche proprietà della moglie che comprendevano l'Hampshire, Glamorgan, il Wiltshire e il Carmarthenshire.
La coppia ebbe sette figli che sopravvissero tutti ad entrambi i genitori:
- Enrico (circa 1310–1361);
- Bianca (circa 1305-1380), che sposò Thomas Wake, II barone Wake di Liddell;
- Matilde (circa 1310 – 5 maggio 1377), che sposò William Donn de Burgh, III conte di Ulster;
- Giovanna (circa 1312–1345), che sposò lord John Mowbray;
- Isabella (circa 1317–1347), priora di Amesbury;
- Eleonora (1318- settembre 1372), che sposò John Beaumont, II barone Beaumont;
- Maria (circa 1320 – 1º settembre 1362), che sposò lord Henry Percy.

Maud venne spesso indicata come contessa di Leicester o contessa di Lancaster ma in realtà non ricevette mai tali titoli in quanto morì nel 1322 prima che suo marito li ricevesse. Enrico morì il 22 settembre 1345 senza essersi mai risposato.